# Eschenrod
Eschenrod ist ein Stadtteil von Schotten im mittelhessischen Vogelsbergkreis.

## Geographie
Der Ort liegt am südwestlichen Rand des Vogelsberges am Eichelbach. Am östlichen Ortsrand verläuft die Bundesstraße 276, durch den Ort die Landesstraße 3183.

## Geschichte

### Frühgeschichte

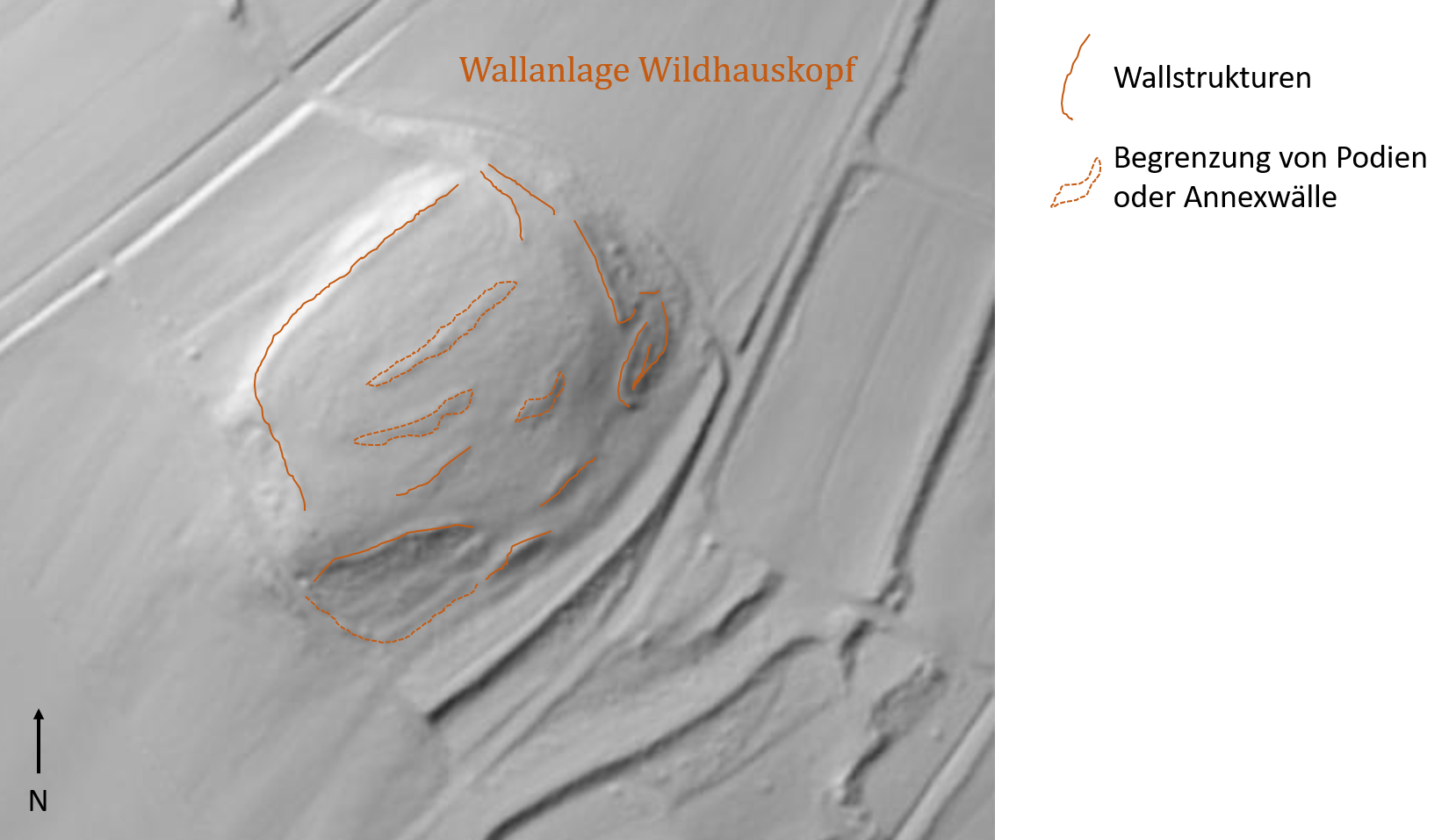
Wallanlage Wildhauskopf

Im südwestlichen Vogelsberg gibt es eine alte Talrandstraße, die „Linke Niddastraße“ von Staden bis Eichelsdorf, die in ihrer Verlängerung über die Gemarkung Eschenrod zum Hoherodskopf hinaus als Höhenstraße zu bezeichnen ist und auf dem Hoherodskopf in die alte „Ulrichsteiner Straße“ einmündet. Diese alte Straße tangiert die Eschenröder Gemarkung in ihrem nordwestlichen Bereich. Der „Wildhauskopf“ bei Eschenrod, direkt südwestlich dieser Straße gelegen, ist ein durch Wechsel der Gesteinsart herausmodelliertes Plateau von 90 × 120 m Größe, das durch eine künstlich versteilte und mit Steinblöcken bewehrte 4–8 m hohe Böschung geschützt wird. Am Eingang ist die NO-Böschung wallartig vorgezogen, sodass eine zur Straße hin offene Torgasse entsteht. Wenngleich keine datierenden Funde vom Wildhauskopf vorliegen, darf er von der Anlage nach als vorgeschichtlich gelten; auch die Sichtverbindungen zum Glauberg und Altkönig sprechen dafür. Die Flurbereinigung in den 1960er Jahren ließ dieses Relikt weitestgehend unversehrt.

### Ortsgeschichte
Die schriftliche Ersterwähnung von Eschenrod erfolgte im Jahr 1187 in der Schenkungsurkunde des Grafen Berthold II. von Nidda an die Johanniterkomturei Nidda unter dem Namen Asechenrode. Der Ortsname endet auf -rod und erklärt sich somit als Rodung. Der Ortsgründer hieß vermutlich Asicho oder Asecho. Daraus ergab sich der Name Asechenrode, woraus sich später der heutige Ortsname bildete. In der Schenkungsurkunde werden als Einkünfte der Johanniter in Eschenrod erwähnt, dass von einem Gut sechs Pfennig („denarii“) gegeben werden.
Im Jahre 1362 bekundeten die Brüder und Edelknechte Kraft, Peter, Hermann und Heinrich von Ulfa, dass Graf Gottfried VII. von Ziegenhain, seine Frau Agnes und deren Erben ihnen 60 kleine schwere Goldgulden und 10 Pfund Heller „Grunenberger“ Währung schuldig sind. Für diese Summe haben die Grafen die Brüder von Ulfa von allen Abgaben und Diensten befreit, die auf die ihnen gehörigen sieben Hufen Land zu „Aschinrode“ anfallen. Die Befreiung von Abgaben und Diensten gilt so lange, bis die Schulden beglichen sind.
1476 wurden für einen Feldzug des niederhessischen Landgrafen Wilhelm I. gegen die kurkölnische Stadt Volkmarsen Ausrüstung und Soldaten in Registern aufgestellt, darunter aus dem Gericht auf dem „Fogelsberg“ 13 Kühe und 14 Hammel aus den Orten Eichelsdorf, Eichelsachsen, Wingershausen und Eschenrod.
Nach der Reformation, um 1550 sind die Katzenbiß (Adelsgeschlecht), später auch Schlüchter(n) genannt, in Eschenrod begütert. 1548 wurde ein Prozess gegen Christoph von Schlüchtern genannt Katzenbiß geführt, wegen Misshandlung und Beraubung eines Seilers aus Alsfeld.
1551 bat Christoph von Schlüchtern gen. Katzenbiß, der Sohn von Ulrich II., dass der Rentmeister zu Nidda die Äcker und Wiesen von seinem Lehen zu Eschenrod, welches er wiederum an die Eschenröder weitergegeben habe, Stück für Stück aufliste, damit es dem Landgrafen nicht zu Schaden komme, denn er wisse nicht „wie viel Zahl oder Morgen Land jeder Acker und Wiese habe“. Er unterzeichnet den Brief mit Christoffel von Schlüchter zu Ulfa. 1568 wurde das bestehende Mannlehen für Christoff von Schlüchtern, genannt Catzenbiß, im bisherigen Umfang bestätigt. Mit gleicher Urkunde wird ihm auch das Lehen über den Zehenden zu Ringeshausen mit seiner Zugehörung, ein Höffchen zu Rabertshausen, dann ein Guth, das Eschenröder Guth genannt als erbliches  Mannlehen bestätigt.. Zu dieser Zeit war er schon ein älterer Mann, weshalb sein Sohn Cunradt (Konrad) 1568 seinen Vater vertrat, als er den Lehensbrief unter gleichem Datum bestätigt. Um 1575 wurde für Juncker Catzenbiß ein Verzeichnis über die jährlichen Erträge aus den hessischen Catzenbeisischen Lehen erstellt. 1582 fiel das Ulfaer Catzenbeiß-Lehen durch Tod und mangels Erben an den hessischen Landgrafen heim.
Bis zum Jahr 1681 gehörte Eschenrod zum Kirchspiel Wingershausen.
Im Ort gab es sechs Mühlen. Die Weidmühle wurde als letzte 1972 stillgelegt. Das Mahlwerk dieser Getreidemühle ist noch vorhanden und wird bei bestimmten Anlässen (z. B. Deutscher Mühlentag) zur Schau gestellt. Das Mahlwerk wurde durch ein oberschlächtiges Wasserrad mit Wasser aus dem Eichelbach angetrieben.
Am 3. Juni 1826, dem Pfingstsamstag, wurde das Dorf in Folge eines schweren Gewitters mit Starkregen von einer Flutwelle stark in Mitleidenschaft gezogen. 26 Gebäude wurden zerstört, 29 schwer beschädigt. Im Eicheltal gab es 27 Tote zu beklagen – aus Eschenrod kamen 21 Menschen in den Fluten um. In Wingershausen verlor eine Frau ihr Leben und in Eichelsachsen wurde eine Witwe mit 4 ihrer Kinder in den Tod gerissen. Zwei Brücken wurden fortgerissen. In den Tagen danach wurde in den Zeitungen von dem schweren Unwetter berichtet. Auch der 76-jährige Johann Wolfgang von Goethe war tief ergriffen. Am 19. Juni schrieb er in sein Tagebuch: „Auf der Landkarte die Lokalität des großen Wolkenbruchs über (oberhalb) Nidda aufgesucht. Frage: Ob nicht auf der sonst durchaus waldigen Berghöhe, wo die Nidda entspringt, das Holz übermäßig gelichtet worden?!“
Die Statistisch-topographisch-historische Beschreibung des Großherzogthums Hessen berichtet 1830 über Eschenrod:

„Eschenrode (L. Bez. Schotten) evangel. Pfarrdorf; liegt am Fuße des Vogelsbergs, 2 St. von Schotten, hat 111 Häuser und 534 Einw., die außer 2 Kath. evangelisch sind, 4 Mahl- und 3 Oelmühlen. Von den Einwohnern gehören 91 zum Bauern, und 48 zum Gewerbsstand. – Der Ort hatte im 14. Jahrhundert eine Kapelle, die zu Herchenhain gehörte. Den 3. Juni 1826 fiel in der Nähe ein Wolkenbruch, der 4 Wohnhäuser und Oekonomiegebäude von Grund auf zerstörte, 42 andere beschädigte, 21 Menschen das Leben raubte und 30 Fuß tiefe Schluchten riß.“

Zum 1. Dezember 1970 wurde die bis dahin selbständige Gemeinde Eschenrod im Zuge der Gebietsreform in Hessen auf freiwilliger Basis in die Stadt Schotten eingegliedert. Für den Stadtteil Eschenrod wurde ein Ortsbezirk errichtet.

### Verwaltungsgeschichte im Überblick
Die folgende Liste zeigt die Staaten und Verwaltungseinheiten, denen Eschenrod angehört(e):
- Vor 1450: Heiliges Römisches Reich, Grafschaft Ziegenhain, Amt Nidda, Gericht Burkhards
- 1450–1495: Erbstreit zwischen der Landgrafschaft Hessen und den Grafen von Hohenlohe
- ab 1450: Heiliges Römisches Reich, Landgrafschaft Hessen, Amt Nidda, Gericht Burkhards[17]
- ab 1567: Heiliges Römisches Reich, Amt Nidda, Landgrafschaft Hessen-Marburg, Gericht Burkhards[18]
- 1604–1648: Heiliges Römisches Reich, strittig zwischen Landgrafschaft Hessen-Darmstadt und Landgrafschaft Hessen-Kassel (Hessenkrieg)
- ab 1604: Heiliges Römisches Reich, Landgrafschaft Hessen-Darmstadt, Oberfürstentum Hessen, Amt Nidda, Gericht Burkhards[19]
- 1787: Heiliges Römisches Reich, Landgrafschaft Hessen-Darmstadt, Oberfürstentum Hessen, Amt Nidda und Lißberg, Gericht Burkhards[20]
- ab 1806: Großherzogtum Hessen,[Anm. 2] Fürstentum Oberhessen, Amt und (seit 1803) Gericht Lißberg[21][22]
- ab 1815: Großherzogtum Hessen, Provinz Oberhessen, Amt Lißberg[23]
- ab 1821: Großherzogtum Hessen, Provinz Oberhessen, Landratsbezirk Schotten[24][Anm. 3]
- ab 1832: Großherzogtum Hessen, Provinz Oberhessen, Kreis Nidda
- ab 1848: Großherzogtum Hessen, Regierungsbezirk Nidda
- ab 1852: Großherzogtum Hessen, Provinz Oberhessen, Kreis Schotten
- ab 1867: Norddeutscher Bund, Großherzogtum Hessen, Provinz Oberhessen, Kreis Schotten
- ab 1871: Deutsches Reich, Großherzogtum Hessen, Provinz Oberhessen, Kreis Schotten
- ab 1918: Deutsches Reich, Volksstaat Hessen, Provinz Oberhessen, Kreis Schotten
- ab 1938: Deutsches Reich, Volksstaat Hessen, Landkreis Büdingen
- ab 1945: Deutsches Reich, Amerikanische Besatzungszone, Groß-Hessen, Regierungsbezirk Darmstadt, Kreis Büdingen
- ab 1946: Deutsches Reich, Amerikanische Besatzungszone, Hessen, Regierungsbezirk Darmstadt, Landkreis Büdingen
- ab 1949: Bundesrepublik Deutschland, Hessen, Regierungsbezirk Darmstadt, Landkreis Büdingen
- ab 1971: Bundesrepublik Deutschland, Hessen, Regierungsbezirk Darmstadt, Landkreis Büdingen, Stadt Schotten
- ab 1972: Bundesrepublik Deutschland, Hessen, Regierungsbezirk Darmstadt, Vogelsbergkreis, Stadt Schotten
- ab 1981: Bundesrepublik Deutschland, Hessen, Regierungsbezirk Gießen, Vogelsbergkreis, Stadt Schotten

### Gerichte seit 1803
In der Landgrafschaft Hessen-Darmstadt wurde mit Ausführungsverordnung vom 9. Dezember 1803 das Gerichtswesen neu organisiert. Für die Provinz Oberhessen wurde das Hofgericht Gießen als Gericht der zweiten Instanz eingerichtet. Die Rechtsprechung der ersten Instanz wurde durch die Ämter bzw. Standesherren vorgenommen und somit war für Eschenrod das Amt Lißberg zuständig.
Das Hofgericht war für normale bürgerliche Streitsachen Gericht der zweiten Instanz, für standesherrliche Familienrechtssachen und Kriminalfälle die erste Instanz. Die zweite Instanz für die Patrimonialgerichte waren die standesherrlichen Justizkanzleien. Übergeordnet war das Oberappellationsgericht Darmstadt.
Mit der Gründung des Großherzogtums Hessen 1806 wurde diese Funktion beibehalten, während die Aufgaben der ersten Instanz 1821–1822 im Rahmen der Trennung von Rechtsprechung und Verwaltung auf die neu geschaffenen Land- bzw. Stadtgerichte übergingen. Eschenrod fiel in den Gerichtsbezirk des „Landgerichts Schotten“.
Anlässlich der Einführung des Gerichtsverfassungsgesetzes mit Wirkung vom 1. Oktober 1879, infolge derer die bisherigen großherzoglich hessischen Landgerichte durch Amtsgerichte an gleicher Stelle ersetzt wurden, während die neu geschaffenen Landgerichte nun als Obergerichte fungierten, kam es zur Umbenennung in „Amtsgericht Schotten“ und Zuteilung zum Bezirk des Landgerichts Gießen.
Mit Wirkung zum 1. Juli 1968 erfolgte die Auflösung des Amtsgerichts Schotten und Eschenrod kam zum Gerichtsbezirk des Amtsgerichts Nidda. Zum 1. Januar 2012 wurde auch das Amtsgericht Nidda gemäß Beschluss des hessischen Landtags aufgelöst und Eschenrod dem Amtsgericht Büdingen zugeteilt. Die übergeordneten Instanzen sind jetzt das Landgericht Gießen, das Oberlandesgericht Frankfurt am Main sowie der Bundesgerichtshof als letzte Instanz.

## Bevölkerung

### Einwohnerstruktur 2011
Nach den Erhebungen des Zensus 2011 lebten am Stichtag, dem 9. Mai 2011 in Eschenrod 582 Einwohner. Darunter waren 12 (2,1 %) Ausländer. Nach dem Lebensalter waren 87 Einwohner unter 18 Jahren, 204 zwischen 18 und 49, 159 zwischen 50 und 64 und 132 Einwohner waren älter. Die Einwohner lebten in 249 Haushalten. Davon waren 66 Singlehaushalte, 93 Paare ohne Kinder und 75 Paare mit Kindern, sowie 12 Alleinerziehende und 3 Wohngemeinschaften. In 63 Haushalten lebten ausschließlich Senioren und in 150 Haushaltungen lebten keine Senioren.

### Einwohnerentwicklung
| • 1791: | 561 Einwohner                       |
| • 1800: | 561 Einwohner                       |
| • 1806: | 562 Einwohner, 115 Häuser           |
| • 1829: | 534 Einwohner, 111 Häuser           |
| • 1867: | 517 Einwohner, 106 bewohnte Gebäude |
| • 1875: | 519 Einwohner, 106 bewohnte Gebäude |

| Eschenrod: Einwohnerzahlen von 1791 bis 2020 | Eschenrod: Einwohnerzahlen von 1791 bis 2020 | Eschenrod: Einwohnerzahlen von 1791 bis 2020 | Eschenrod: Einwohnerzahlen von 1791 bis 2020 | Eschenrod: Einwohnerzahlen von 1791 bis 2020 |
| --- | -------------------------------------------- | -------------------------------------------- | -------------------------------------------- | -------------------------------------------- |
| Jahr |                                              |                                              |                                              | Einwohner                                    |
| 1791 | 1791                                         |                                              | 561                                          | 561                                          |
| 1800 | 1800                                         |                                              | 561                                          | 561                                          |
| 1806 | 1806                                         |                                              | 562                                          | 562                                          |
| 1829 | 1829                                         |                                              | 534                                          | 534                                          |
| 1834 | 1834                                         |                                              | 537                                          | 537                                          |
| 1840 | 1840                                         |                                              | 553                                          | 553                                          |
| 1846 | 1846                                         |                                              | 569                                          | 569                                          |
| 1852 | 1852                                         |                                              | 554                                          | 554                                          |
| 1858 | 1858                                         |                                              | 550                                          | 550                                          |
| 1864 | 1864                                         |                                              | 550                                          | 550                                          |
| 1871 | 1871                                         |                                              | 517                                          | 517                                          |
| 1875 | 1875                                         |                                              | 519                                          | 519                                          |
| 1885 | 1885                                         |                                              | 510                                          | 510                                          |
| 1895 | 1895                                         |                                              | 485                                          | 485                                          |
| 1905 | 1905                                         |                                              | 489                                          | 489                                          |
| 1910 | 1910                                         |                                              | 492                                          | 492                                          |
| 1925 | 1925                                         |                                              | 537                                          | 537                                          |
| 1939 | 1939                                         |                                              | 549                                          | 549                                          |
| 1946 | 1946                                         |                                              | 672                                          | 672                                          |
| 1950 | 1950                                         |                                              | 654                                          | 654                                          |
| 1956 | 1956                                         |                                              | 561                                          | 561                                          |
| 1961 | 1961                                         |                                              | 543                                          | 543                                          |
| 1967 | 1967                                         |                                              | 557                                          | 557                                          |
| 1970 | 1970                                         |                                              | 548                                          | 548                                          |
| 1980 | 1980                                         |                                              | ?                                            | ?                                            |
| 1990 | 1990                                         |                                              | ?                                            | ?                                            |
| 2000 | 2000                                         |                                              | ?                                            | ?                                            |
| 2004 | 2004                                         |                                              | 655                                          | 655                                          |
| 2010 | 2010                                         |                                              | 598                                          | 598                                          |
| 2011 | 2011                                         |                                              | 582                                          | 582                                          |
| 2015 | 2015                                         |                                              | 566                                          | 566                                          |
| 2020 | 2020                                         |                                              | 575                                          | 575                                          |
| Datenquelle: Historisches Gemeindeverzeichnis für Hessen: Die Bevölkerung der Gemeinden 1834 bis 1967. Wiesbaden: Hessisches Statistisches Landesamt, 1968. Weitere Quellen: LAGIS; Einwohnerzahlen nach 2000:; Zensus 2011 |                                              |                                              |                                              |                                              |

### Historische Religionszugehörigkeit
| • 1829: | 532 evangelische, 2 katholische Einwohner                         |
| • 1961: | 530 evangelische (= 97,61 %), 12 katholische (= 2,21 %) Einwohner |

### Politik
Für Eschenrod besteht ein Ortsbezirk (Gebiete der ehemaligen Gemeinde Eschenrod) mit Ortsbeirat und Ortsvorsteher nach der Hessischen Gemeindeordnung. Der Ortsbeirat besteht aus neun Mitgliedern.
Bei den Kommunalwahlen in Hessen 2021 betrug die Wahlbeteiligung 61,91 %. Alle Kandidaten gehören der „Bürgerliste Eschenrod“ an. Der Ortsbeirat wählte Marcel Böck zum Ortsvorsteher.

## Infrastruktur
In der Liste der Kulturdenkmäler in Schotten sind für Eschenrod 33 einzelne unter Denkmalschutz stehende Kulturdenkmäler aufgeführt.
Im Ort gibt es
- einen Sportplatz
- ein Dorfgemeinschaftshaus, das am 31. Mai 1973 eingeweiht wurde
- ein Feuerwehrhaus
- eine evangelische Kirche
- den Kindergarten Landmäuse
- einen 18-Loch-Golfplatz
- einen Dorfbrunnen
- ein Ehrenmal (Kriegerdenkmal) für die Vermissten und Gefallenen der beiden Weltkriege

## Persönlichkeiten
- Adolf Weber (1938–2019), Botaniker und Hochschullehrer, Institutsdirektor an der Universität Hamburg, Moderator des Umweltmagazins In Sachen Natur, geboren in Burkhards, aufgewachsen in Eschenrod
- Andrea Schneider, Schauspielerin (geb. 1985)